# Angelo, tiranno di Padova
Angelo, tiranno di Padova, o più comunemente Angelo, è un dramma di Victor Hugo, scritto verso il 1835 e ambientato a Padova nel 1549.

## Personaggi

### Angelo Malipieri
È lui il tiranno di Padova. Egli ama l'attrice Tisbe, anche se è sposato. Messo dal Consiglio dei Dieci a Padova per governarla, dal consiglio è spiato, come qualsiasi altra persona. Egli teme il Consiglio e Venezia stessa, a causa dei delitti che avvengono quotidianamente nella Serenissima. Nonostante dia il titolo all'opera, non riveste un ruolo da protagonista, anche se è lui che dà la chiave a Tisbe per entrare nel suo palazzo, e che ordina di far uccidere la moglie.

### Caterina Bragadini
La moglie di Angelo. In giovane età intercede presso il padre per salvare la madre di Tisbe, condotta al supplizio. La donna, per riconoscenza, le dona il suo crocifisso. Ancora giovane, è costretta a sposare Angelo Malipieri, ma per un certo tempo frequenta il giovane Rodolfo, che ama da lui riamata, suscitando le gelosie di Tisbe. Tisbe la salva perché riconosce in lei la bambina che le salvò la madre, e sostituisce il suo veleno con un potente narcotico.

### La Tisbe
(Tisbe, Giornata II, scena V)
La protagonista dell'opera. Da quando le morì la madre, cerca la fanciulla che le salvò la vita anni prima, sperando di riconoscerla grazie al crocifisso. Gira nelle maggiori città d'Italia come attrice, stregando il pubblico, tra cui Angelo Malipieri. Si porta dietro con sé Rodolfo, che spaccia per suo fratello, di cui è innamorata. Dopo aver scoperto che Rodolfo ama Caterina, e che lei è la salvatrice di sua madre, decide di aiutare la coppia a fuggire. Tuttavia, ancora innamorata di Rodolfo, dice all'amato che ha ucciso Caterina, e Rodolfo la ferisce a morte. Tisbe, però, muore perdonandolo.

### Rodolfo
io non vivo se a te non vivo a lato:
perché alla tua esistenza mi hai legato
di magico legame un solo fato.
Io sono la cetra e tu ne sei il concento,
io sono l'arbusto e tu soffio di brezza,
io il labbro, tu del bacio il rapimento,
l'amore io sono e la bellezza»
(Rodolfo, Giornata II, scena IV)
Rodolfo è il falso nome sotto cui si cela Ezzelino da Romano. La sua famiglia è stata proscritta da Padova duecento anni prima, e per questo viaggia di città in città sotto falso nome, accompagnando la Tisbe. Dopo aver conosciuto Caterina a Venezia, ha una relazione con lei. Dopo le sue nozze, non la rivide più fino a quando giunse a Padova, dove la rivide. Saputo della morte dell'amata, inferocito corre da Tisbe per sapere se è vero che l'ha uccisa lei; furibondo, la uccide, ma Caterina si risveglia proprio dopo che Rodolfo ha pugnalato l'attrice. Sconvolto, cerca di salvarla, ma Tisbe muore perdonandolo.

### Omodei
L'antagonista del dramma, membro del Consiglio dei Dieci. Innamorato di Caterina, e da lei respinto, saputo il suo amore con Rodolfo, si vendica, facendo in modo che la relazione sia rivelata, anche se non ottiene ciò. Cerca di vendicarsi allora, mostrando una lettera di Rodolfo per Caterina come prova ad Angelo, ma viene ucciso da Rodolfo. Omodei, morente, chiede ai suoi due fidi Orfeo e Gaboardo di comunicare al tiranno chi ha scritto quella lettera, ma i due non ricordano il nome.

## Trama
L'opera è divisa in tre principali parti, denominate "giornate".

### Giornata prima: la chiave
Angelo si compiace con l'attrice Tisbe della bella festa che ha organizzato nella sua casa. Angelo, podestà di Padova, pur essendo sposato, è invaghito dell'attrice, ed è gelosissimo di lei. Infatti le chiede con insistenza come mai stesse parlando con uno dei bargelli della città. La donna risponde che si rivolge ad ogni poliziotto di ogni città in cui va per cercare una persona: anni prima, Tisbe, con la madre, cantava nelle piazze di Brescia, ed un giorno cantò una canzone che conteneva versi offensivi verso la Repubblica di Venezia, e per questo un senatore la condannò a morte. Una figlia del senatore, impietosita, lo pregò di graziare la donna. La madre di Tisbe per riconoscenza le donò un crocifisso, dicendole che le avrebbe portato fortuna. Da allora Tisbe è alla ricerca di quella donna.
Uscito Angelo, entra Rodolfo, amante di Tisbe, proscritto da Padova da lungo tempo, che l'attrice fa passare per suo fratello. Rodolfo, però, confida all'amico Anafesto di non amare Tisbe, ma un'altra donna. Uscito Anafesto, dalle tenebre del giardino spunta un uomo: Omodei. Egli ha ascoltato tutto, e sa che Rodolfo è un falso nome, e il giovane si chiama Ezzelino da Romano, la cui famiglia regnava a Padova, e da Padova è stata cacciata. Omodei lo tranquillizza, dicendo che sa la sua storia, e sa benissimo cosa prova Rodolfo, e l'aiuta a rivedere la donna che ama, Caterina, moglie di Angelo. Poi, però Omodei rivela a Tisbe il piano di Rodolfo, ma lei non ci crede. Omodei allora la esorta a prendere una chiave da Angelo, che porta sempre con sé. La chiave porta ad un passaggio segreto che comunica con le stanze di Caterina nel suo palazzo. Tisbe alla fine accetta di prendere la chiave e scoprire cosa aprirà mai.

### Giornata seconda: il crocifisso
Reginella e Dafne, ancelle di Caterina, negli appartamenti della signora parlano del fatto che un giovane, alcuni giorni prima, aveva avuto la sfacciataggine di avvicinarsi alla nobildonna. Uscita Dafne, Reginella vede entrare nella stanza tramite un passaggio segreto Omodei, che le intima di tacere, rivelando di essere un membro del Consiglio dei Dieci. Omodei intima a Reginella di uscire, e dopo fa entrare Rodolfo e gli spiega il motivo della sua premura per lui: giorni prima il giovane l'aveva salvato da tre uomini che lo volevano uccidere. Rodolfo lo ringrazia, ed Omodei sparisce, non prima di aver lasciato un foglio sul tavolo.
Entra Caterina, che, lasciata sola da Dafne, rivede Rodolfo, e i due si riabbracciano. Subito dopo, notano però il foglio che ha lasciato Omodei, con scritto un messaggio sinistro: Caterina inorridisce, dato che Omodei giorni prima aveva tentato di sedurla, e lei l'aveva cacciato. Rodolfo capisce: Omodei l'aveva aiutato solo per fargli raggiungere la camera di Caterina e per poi accusarli entrambi e per vendicarsi di loro. Rodolfo si nasconde nella cappella antistante alla camera di Caterina, dato che qualcuno sta ripercorrendo il passaggio segreto: Tisbe. Tisbe entra, e costringe Caterina a farsi dire chi era con lei. Caterina è confusa, dato che non sa chi è la donna. Alle minacce di Tisbe di chiamare il marito, Caterina implora pietà, mostrando il crocifisso. Tisbe impallidisce: è lei la donna che le salvò la madre. Quando Angelo giunge, Tisbe spiega che aveva utilizzato il passaggio segreto per avvertire lui e la moglie di una congiura ai suoi danni. Angelo si rassicura, mentre Tisbe dice a Caterina di far fuggire subito Rodolfo dall'oratorio, e le dà la chiave per farlo fuggire.

### Giornata terza: lo scambio
Angelo ha fatto allestire a lutto la chiesa di Sant'Antonio, e si prepara ad uccidere Caterina. Egli infatti ha scoperto da alcuni sbirri, una notte, un biglietto da Caterina indirizzato a Rodolfo. Era stato Omodei a farselo consegnare con la forza da Reginella; durante una zuffa notturna con Rodolfo fu però da lui ucciso. Mentre Rodolfo fuggiva Omodei riuscì a consegnare, morente, il foglio a due guardie, e a sussurrare il nome di Rodolfo, da riferire ad Angelo. Le due guardie dunque avevano consegnato il foglio, ma avevano anche dimenticato il nome del misterioso amante. Angelo, senza esitare, si prepara a vendicare l'onore macchiato. La ragazza chiede pietà, ma Angelo risponde che se dirà il nome dell'amante si salverà. Intanto, giunge Tisbe, che, su richiesta di Angelo ha portato una boccetta contenente un veleno potentissimo, da far bere Caterina. Tisbe rassicura Caterina, e dice che, se una delle due donne deve morire, non è certo lei. Caterina alla fine beve il veleno. Angelo fa portare il corpo nel sotterraneo, dove Tisbe attende l'arrivo di Rodolfo, che vuole sapere dove sia Caterina. Tisbe, allora, dice di averla uccisa. Furente, Rodolfo l'accoltella, ma in quel momento Caterina si risveglia: ella non era morta, ma Tisbe le aveva fatto bere un narcotico molto potente che finge la morte. Rodolfo si pente del suo gesto, ma Tisbe lo perdona, benedice la coppia e, infine, muore.

## Adattamenti
Trasposizioni operistiche:
- Il giuramento di Saverio Mercadante;
- Angelo di Cezar' Antonovič Kjui;
- Stella di Napoli di Giovanni Pacini;
- La Gioconda di Amilcare Ponchielli

Dal dramma fu tratto il film Il tiranno di Padova (1946).
- Nel 1998, per la prima volta in Moldavia, fu messa in scena la tragedia Angelo, tiranno di Padova (spettacolo rappresentato con il titolo Amore e odio), diretta da Băno Axionov presso il Teatro Drammatico Russo di Stato A. P. Čechov di Chișinău.